# Crónica incompleta de los Reyes Católicos
La Crónica incompleta de los Reyes Católicos es una obra de la literatura medieval española. Escrita en prosa, esta crónica relata la vida y obra de los Reyes Católicos, aunque el autor no parece próximo a los monarcas. No está terminada y se desconoce el nombre del escritor que la compuso.
Relata minuciosamente asuntos bélicos, lo que hace suponer que el cronista los vivió. En la obra se cuentan algunos aspectos del reinado de Fernando II de Aragón y de Isabel I de Castilla que otros autores no tocaron.
La crónica empieza en 1469 y termina en 1476. Inicia relatando el reinado de Enrique IV el Impotente, y la muerte del infante Alfonso de Castilla, hermano de Isabel. Es la reina el eje central de la crónica.